# Photopea
Photopea е уеб базирано приложение за обработка на цифрови изображения.

## История
Приложението е създадено самостоятелно от украинеца Иван Куцкир. Той е роден през ноември 1990 г. в Украйна, но от 2001 г. живее в Чехия. След като завършва основното си образование, следва висше в областта на компютърните науки в Карловия университет. Създавал е Flash игри и е печелил благодарение на показването на реклами в тях. На програмиста му хрумва идеята да направи безплатна алтернатива на Photoshop, която да е изцяло уеб базирана. През 2020 г. приходите от това начинание възлизат на над 1 000 000 чешки крони. Иван генерира 90% от печалбата си чрез показване на реклами. Според статистиките към 2021 г. Photopea се радва на около 300 000 потребители на ден. Разходи украинецът почти няма – за сървър плаща около половин стотачка на година, няма офис, няма и служители.

## Описание
Photopea не изисква регистрация. Предлага богат набор от функции, досущ като платен софтуер. Определени интрументи използват и изкуствен интелект. За да се подсигури безпроблемната работа с приложението, особено при обработката на големи по обем данни, то разчита на хардуерно ускорение с помощта на WebGL.